# Lene Rantala
Lene Rantala (* 10. August 1968 in Gladsaxe) ist eine dänische Handballtorhüterin.

## Vereinskarriere
Nachdem Rantala in Dänemark für FIF und Braband gespielt hatte, wechselte sie 1994 zum norwegischen Verein Toten HK. Zwei Jahre später wechselte sie zu IK Junkeren. Seit 1997 spielte sie bei Larvik HK, mit dem sie 40 nationale und internationale Titel gewann. Nach der Saison 2013/14 beendete sie ihre Karriere und wurde Torwarttrainerin bei Larvik HK. Am 30. Dezember 2014 gab sie im Finale der Norgesmesterskap ihr Comeback, da Larviks Torfrau Alma Hasanić verletzungsbedingt ausgefallen war.
Im Meisterschaftsspiel der Postenligaen am 12. September 2010 zwischen Selbu IL und Larvik HK, das 12:38 (11:14) endete, ließ Rantala in der zweiten Halbzeit nur ein Tor zu.
Nach ihrer Karriere trainierte Rantala gemeinsam mit Tonje Larsen den Drittligisten Larvik Turn. Seit dem Sommer 2018 leitet sie das Torwarttraining der niederländischen Frauen-Handballnationalmannschaft. Im Februar 2019 übernahm sie bis zum Saisonende 2018/19 das Traineramt beim norwegischen Erstligisten Larvik HK. Im Sommer 2020 kehrte Rantala zu Larvik HK zurück, bei dem sie als Co-Trainerin tätig war. Anschließend gehörte Rantala dem Trainerteam von Molde HK an. Zur Saison 2023/24 übernahm Rantala das Co-Traineramt bei den Vipers Kristiansand, das sie bis zur Insolvenz im Jahr 2025 innehatte.

## Nationalmannschaft
Rantala bestritt 230 Länderspiele für die dänische Frauen-Handballnationalmannschaft. Mit Dänemark gewann sie jeweils die Goldmedaille bei den Olympischen Spielen 1996 und den Olympischen Spielen 2000. Außerdem gewann sie die Europameisterschaft 1994, die Europameisterschaft 1996, die Weltmeisterschaft 1997 und die Europameisterschaft 2002.

## Erfolge
- Olympiasiegerin 1996, 2000
- Weltmeisterin 1997
- Vize-Weltmeisterin 1993
- Bronzemedaille bei der Weltmeisterschaft 1995
- Europameisterin 1994, 1996 und 2002
- Vize-Europameisterin 1998
- Seriemester 2000, 2001, 2002, 2003, 2005, 2006, 2007, 2008, 2009, 2010, 2011, 2012, 2013 und 2014
- Sluttspillvinner 2005, 2006, 2007, 2008, 2009, 2010, 2011, 2012, 2013 und 2014
- Norgesmesterskap 1997/98, 1999/2000, 2002/03, 2003/04, 2004/05, 2005/06, 2006/07, 2008/09, 2009/10, 2010/11, 2011/12, 2012/13, 2013/14 und 2014/15
- EHF Champions League 2011
- Europapokal der Pokalsieger 2005 und 2008